# Stew-Roids
Stew-Roids (titulado Stewieroides en Hispanoamérica) es el decimotercer episodio de la séptima temporada de la serie Padre de familia emitido el 26 de abril de 2009 a través de FOX. Fue escrito por Alec Sulkin y dirigido por Jerry Langford.
Las críticas recibidas en relación con el argumento y las referencias culturales, fueron dispares.

## Argumento
Los Swanson organizan una barbacoa en el jardín cuando de pronto sucede un altercado entre Susie y Stewie por una muñeca que acaba en pelea saliendo el hijo de los Griffin malparado de ella. Después de contemplar la escena, Peter se siente avergonzado y se lleva a su hijo a un gimnasio para que haga ejercicios de musculación, pero es incapaz de levantar pesas. Un monitor no puede evitar mirarle y se acerca a Peter para ofrecerle una ayuda rápida para que su hijo gane masa muscular, en su mano le muestra unas jeringuillas con anabolizantes. Peter acepta de buen grado sin pararse a pensar que está aceptando ayuda de un extraño. A los pocos días, Stewie se ha vuelto más cuadrado de lo normal y empieza a desarrollar un comportamiento agresivo. Lois al ver como está su hijo se queda horrorizada al mismo tiempo que se enfurece con su marido cuando le confiesa haberle inyectado esteroides siguiendo los consejos del monitor del centro deportivo, Brian en cambio empieza a preocuparse por los efectos que podrían tener los esteroides en la salud. 
Pocos días después, Stewie se levanta y con horror se da cuenta de que se le han pasado el efecto de los anabolizantes con el resultado de que sus brazos vuelven al grosor habitual, salvo por la piel, que le queda colgando. Es entonces cuando Brian le explica lo que ha sucedido y cuando se dispone a ser el nuevo matón (al igual que Stewie anteriormente), Stewie salta por la ventana planeando por los aires debido al estado de su cuerpo para después aterrizar en tierra con total seguridad.
Por otro lado, Connie DeMicco está harta de salir con los chicos populares y decide probar a salir con alguno de los "nerdos" del instituto y hacerle popular para después cortar con él. Enseguida empieza a mostrar interés por Chris, el cual se queda sorprendido. Ya en su primera cita y después de retocarle el aspecto, Chris le confiesa que si sale con ella no es por la popularidad, sino porque le gusta, sorprendida, Connie cambia de opinión y decide seguir adelante con él, mientras, Meg cree tener la oportunidad de hacerse amiga de los "populares" aprovechando que su hermano es uno de ellos, pero empieza a ser ninguneada por los dos a lo largo del episodio. La relación fraternal se rompe cuando Meg descubre que Chris a invitado a todos a una fiesta en su casa a la que Meg no está invitada a pesar de vivir allí también. 
Ya en casa, empieza la fiesta, mientras los demás están pasando una grata velada, Lois trata de consolar a Meg, sin embargo se larga de su habitación al no soportar más sus lloriqueos. Por otra parte, DeMicco pilla a Chris con dos chicas, la joven no puede evitar sentirse humillada y al día siguiente deja de ser la popular, quienes hasta entonces eran sus amigos, la dejan de lado. Incapaz de integrarse, decide pedir ayuda a Meg, sin embargo, la rechaza de malos modos al recordarle todas las penurias que le hizo pasar, DeMicco empieza a ser consciente de las humillaciones que sufría por su culpa y por los demás, sin embargo cambia de parecer cuando Chris le lanza una jabalina a su hombro, por lo que dejan sus diferencias a un lado de manera temporal para bajarle los humos a su hermano. Meg convence a Neil Goldman de que les ayude. Mientras Chris realiza una charla para sus compañeros, Goldman pone un vídeo donde aparece Chris bailando desnudo con los labios pintados y con una capa, pronto, todos aquellos que le admiraban, empiezan a verle como un friki perdiendo así su popularidad por lo que Connie vuelve a ser la líder del grupo, no sin antes agradecerle lo que ha hecho por ella a pesar de no ser posible una amistad entre las dos, por otro lado, Chris se disculpa ante Meg por su comportamiento hostil hacía ella.

## Producción
Fue el primer episodio escrito por Alec Sulkin en la serie y el segundo dirigido por Jerry Langford tras Tales of a Third Grade Nothing. Peter Shin y James Purdum estuvieron acreditados como supervisores de dirección.
El equipo técnico decidió "matar" a Kevin Swanson,  hijo de Joe Swanson en la serie. El personaje tuvo varios actores de voz, incluido Jon Cryer en There's Something About Paulie. Posteriormente regresaría en Thanksgiving con la voz de Scott Grimes.
Aparte del reparto habitual, aparecen como artistas invitados: Meredith Baxter-Birney, Jeff Bergman, Gary Cole, Chace Crawford, Camille Guaty, Wentworth Miller, Mae Whitman y Lisa Wilhoit.

## Recepción
El episodio obtuvo unos Ratings Nielsen de audiencia de 4.0/6. 6,80 millones de telespectadores presenciaron la serie. Ahsan Haque de IGN dio de nota al episodio un 8,2 de 10 comentando sobre la trama de Chris "pegadiza de principio a fin" y alabó el nuevo aspecto (y temporal) físico de Stewie como "visualmente histérico", pero dirigió sus críticas al trato mal y duro trato que recibía Meg durante todo el episodio eclipsando la trama principal. Steve Heisler de A.V. Club calificó al episodio de C, argumentando que el guion "no llevaba a ningún cauce" debido a que "la historia era ridículamente corta". También comentó: "Empiezo a sorprenderme de que los episodios de la serie puedan durar más de 18 minutos".
La PTC, grupo mediático frecuentemente crítico con Padre de familia nombró Stew-Roids el "Peor programa de la semana" de finales de agosto de 2009; en la crítica se cita los chistes de dudoso gusto del episodio, además de "varios gags culturales desgastados" y de "lo que ellos conciben como contenido original". En la redacción se hace mención a la trama de la repentina popularidad de Chris y su exacerbado ego. "Como historia, esta trama ha sido hecha para morirse - y lo han hecho bien - a programas de gran rango como La tribu de los Brady y Family Ties. Aparentemente, la originalidad no es requisito para los guionistas según declara la PTC.